# Pot Stand
Pot Stand( 냄비받침 () ) es un programa de variedades de Corea del Sur que se emitió por primera vez el 6 de junio de 2017 en KBS2 a las 11:10 p. m, con un éxito relativamente grande. Es un programa de variedades real donde los invitados publican sus propios libros, registrando los eventos de su vida diaria para compartirlos con otros, creándose una sensación de comunidad entre los que son presentados en el programa y los telespectadores.

## Hospedadores
| Hospedadores                | Episodio #              | Título del libro                                          |
| --------------------------- | ----------------------- | --------------------------------------------------------- |
| Lee Kyung Kyu               | 1-13                    | La serie de líderes                                       |
| Ahn Jae-wook                | 1, 2, 4, 5, 7, 8, 10-13 | Guía de tostado Los restaurantes que no quiero recomendar |
| Kim Hee Chul (Super Junior) | 1, 3, 6, 13             | Grupos de chicas 101: Conozca estas cosas primero         |
| Lee Yong Dae                | 1, 2, 5, 13             | Mi última relación de mi vida (A mi hija)                 |
| Twices                      | 1, 3, 13                | ¿Quieres saber realmente sobre Twice?                     |

## Lista de episodios e invitados
En las calificaciones a continuación, la calificación más alta para el programa estará en rojo y la calificación más baja para el programa estará en el episodio azul.
| Episodio # | Fecha del aire          | Huéspedes) | Calificaciones AGB Nielsen |
| ---------- | ----------------------- | --- | -------------------------- |
| 1          | 6 de junio de 2017      | - | 2,4%                       |
| 2          | 13 de junio de 2017     | Yoo Seong Min | 2,5%                       |
| 3          | 20 de junio de 2017     | Yoo Seong-min, Pristin | 2,2%                       |
| 4          | 27 de junio de 2017     | Yoo Seong-min, Sim Sang-jung | 3,6%                       |
| 5          | 4 de julio de 2017      | So Yoo-jin, Baek Jong-won, Goo-yeon Heo, Kim Eung-ryong, Kim Tae-kyun, Sun Dong-yol                                               | 2,1%                       |
| 6          | 11 de julio de 2017     | Ahn Hee-jung, So Yoo-jin, Baek Jong-won, Baek Ji-young (entrevista telefónica), Cosmic Girls                                      | 2,5%                       |
| 7          | 18 de julio de 2017     | Choo Mi-ae, Kim Heung-gook, Jo Se-ho                                                                                              | 2,3%                       |
| 8          | 25 de julio de 2017     | Hong Jun-pyo, Kim Heung-gook, Jo Se-ho                                                                                            | 3,4%                       |
| 9          | 1 de agosto de 2017     | Son Hye-won, Na Kyung-won | 2,8%                       |
| 10         | 8 de agosto de 2017     | Park Won-soon, Kim Shin-young, Hong Jin-young                                                                                     | 2,3%                       |
| 11         | 22 de agosto de 2017    | Lee Hye-hoon, Roh Hoe-chan, Song Eun-i, Kim Saeng-min                                                                             | 1,8%                       |
| 12         | 29 de agosto de 2017    | Hong Kyung-min, Chung Sye-kyun, Cha Tae-hyun                                                                                      | 2,3%                       |
| 13         | 5 de septiembre de 2017 | Kyulkyung (Pristin), Hani (EXID), Lee Ha-nui, Hyuna, DIA, MOMOLAND, Yoo Chang-jun (chef, padre de Yoo Jeongyeon y Gong Seungyeon) | 1,5%                       |